# Victoria Rodríguez Ceja
Victoria Rodríguez Ceja (Ciudad de México, 7 de octubre de 1977) es una economista y funcionaria mexicana. Es la gobernadora del Banco de México desde el 1 de enero de 2022, siendo así la primera mujer en ocupar el cargo.
Inició su carrera como servidora pública en 2001 dentro Gobierno del Distrito Federal, durante la jefatura de Andrés Manuel López Obrador. De 2012 a 2018 se desempeñó como subsecretaria de Egresos dentro de la Secretaría de Finanzas del Distrito Federal. De 2018 a 2021 ocupó el mismo cargo, pero a nivel federal, de la Secretaría de Hacienda y Crédito Público. El 2 de diciembre de 2021, el Senado de la República aprobó su nominación hecha por el presidente López Obrador para ocupar el cargo de gobernadora del Banco de México para el periodo 2022-2027, en sustitución de Alejandro Díaz de León.
Es licenciada en Economía por el Instituto Tecnológico de Estudios Superiores de Monterrey (el «Tec de Monterrey») y posee estudios de maestría en Economía por El Colegio de México.

## Trayectoria
Inicio su carrera en el servicio público en la Secretaría de Finanzas del Gobierno del Distrito Federal como subdirectora de seguimiento a la deuda pública de 2001 a 2002 y posteriormente fue nombrada directora de deuda de 2002 a 2004. En el Sistema de Transporte Colectivo del Gobierno del Distrito Federal fue directora de finanzas de 2004 a 2009. 
Nuevamente, en la Secretaría de Finanzas del Gobierno del Distrito Federal en 2009 fue directora general de egresos “A”, directora general de política presupuestal de 2009 a 2011 y asesora del Secretario de Finanzas del Gobierno del Distrito Federal en 2012. En el Gobierno de la Ciudad de México fue nombrada subsecretaria de egresos de la Secretaría de Finanzas de abril de 2012 a marzo de 2018.
Originalmente, Gerardo Esquivel iba a ser nombrado subsecretario de Egresos dentro de la Secretaría de Hacienda y Crédito Público; no obstante, rechazó la designación para ser propuesto ante el Senado de la República como subgobernador del Banco de México. Finalmente, el secretario Carlos Manuel Urzúa Macías (de 2018 a 2019) designó a Rodríguez Ceja como subsecretaria, cargo que desempeñó hasta a su renuncia en diciembre de 2021.

### Gobernadora del Banco de México
El 25 de noviembre de 2021, fue turnado a la Comisión de Hacienda y Crédito Público, el oficio suscrito por el presidente de los Estados Unidos Mexicanos, Andrés Manuel López Obrador, mediante el cual sometía a la consideración de la Cámara de Senadores, la propuesta de designación de Victoria Rodríguez Ceja, como miembro de la Junta de Gobierno del Banco de México.
El 2 de diciembre de 2021, la Comisión de Hacienda y Crédito Público del Senado de la República aprobó con 14 votos a favor y seis en contra, el dictamen de la propuesta de designación y pasó al pleno del Senado de la República donde con 78 votos a favor, 21 en contra y 10 abstenciones se aprobó su designación, como miembro integrante de la Junta de Gobierno del Banco de México, su cargo inició el 1 de enero de 2022 y concluirá el 31 de diciembre de 2027.